# Famille Borghese
La famille Borghese, francisé en Borghèse, est une famille riche et puissante de l'aristocratie romaine, originaire de Sienne, aujourd'hui en Toscane, qui s'est surtout signalée par son goût pour les arts, et a rassemblé dans le palais qu'elle habitait à Rome, la villa Borghèse (près de la Porta del Popolo), une des plus belles collections qui existent.

## Armes

Armes des Borghese.

Les armes de la famille se blasonnent ainsi coupé d'or et d'azur, le premier chargé d'une aigle de sable et le second d'un dragon aux ailes éployées d'or.

## Personnalités
Cette famille a fourni à l'Église un pape et plusieurs cardinaux :
- Camillo Borghese (1550-1621), pape Paul V (1605-1621).
- Scipione Borghese (1576-1633), créé cardinal par le pape Paul V en 1605.
- Francesco Scipione Maria Borghese (1697-1759), créé cardinal par le pape Benoît XIII en 1729.
- Scipione Borghese (1734-1782), créé cardinal par le pape Clément XIV en 1770.
- Marcantonio Borghese (1730-1800), 5e prince de Sulmone.
- Camillo Borghese (1775-1832), 6e prince de Sulmone, second mari de Pauline Bonaparte (1780-1825), sœur de Napoléon.
- Francesco Borghese (1776-1839), prince Aldobrandini, frère du précédent, général d'Empire.
- François Lami (1793-1870) : fils illégitime de Francesco Borghèse. Sa mère Adélaïde Lami serait un nom inventé pour masquer ses origines[1][réf. incomplète], mais il ne sera pas abandonné par sa famille[2][réf. incomplète] ,[3][réf. incomplète].
- Scipione Borghese (1871-1927), explorateur et homme politique italien, président de la Société géographique italienne.
- Livio Borghese (1874-1939), 11e prince de Sulmone.
- Junio Valerio Borghese (1906-1974), militaire et homme politique italien.